# Đurđevdan

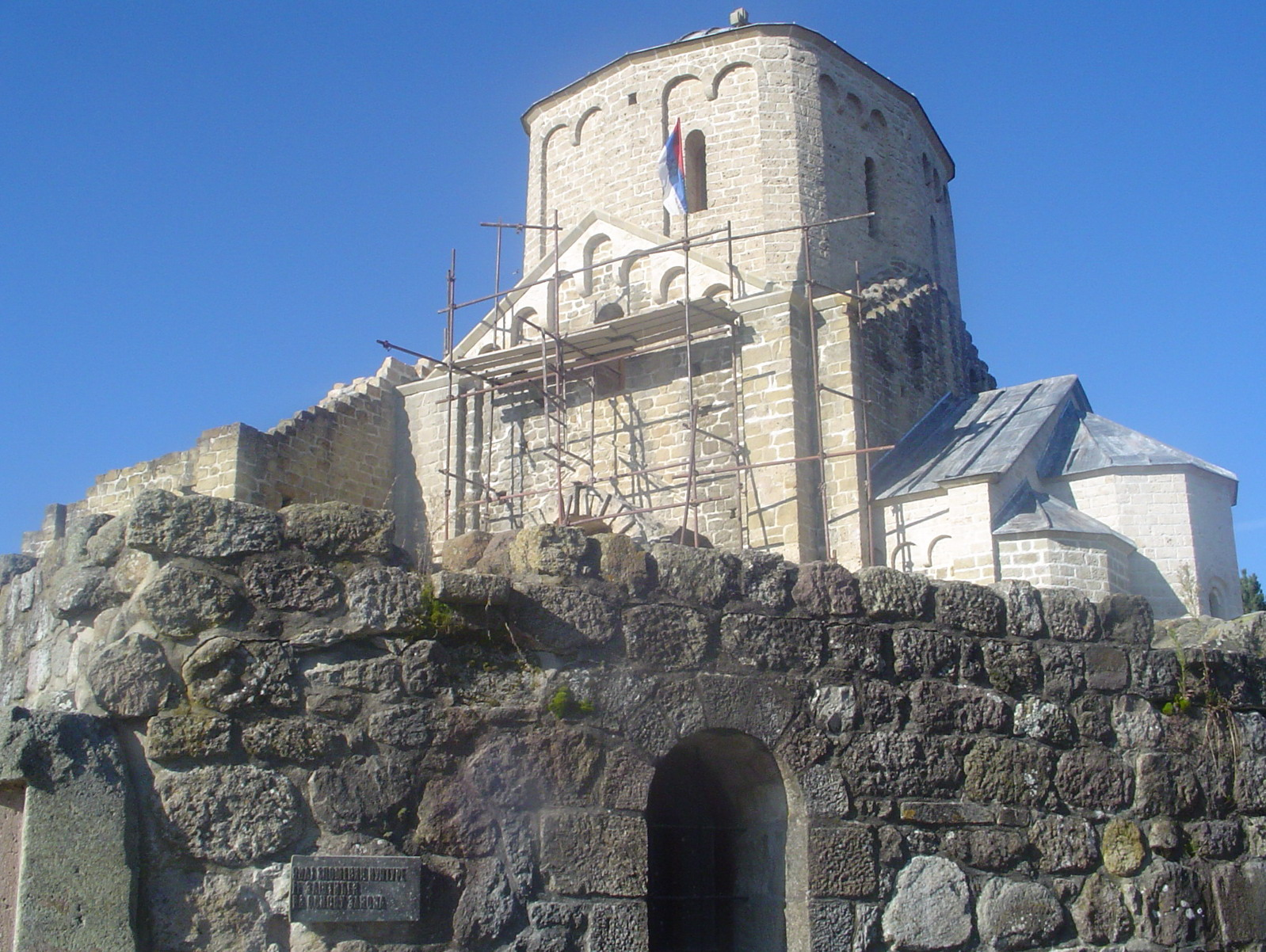
Đurđevi stupovi, Biserică ortodoxă dedicată Sfântului Gheorghe, în vechiul oraş Ras din Serbia. Construită în secolul 12 de regele sârb Stefan Nemanja

Đurđevdan (Sârbă: Ђурђевдан) este o sărbătoare religioasă a Bisericii Ortodoxe ținută în data de 23 aprilie după calendarul iulian (6 mai după calendarul Gregorian). Este sărbătoarea Sfântului Gheorghe și o slavă foarte importantă. Această sărbătoare face parte din sărbătorirea începutului primăverii. Mitologia creștină spune că Sfântul Gheorghe a fost un martir care a murit pentru credința sa. În icoane este reprezentat ca un om călare pe un cal omorând un dragon. Đurđevdan este sărbătorit în Serbia, Muntenegru, Republika Srpska dar și de diaspora sârbă. În limba sârbă, Sfântul Gheorghe este numit „Sveti Đorđe” (Sârbă cirilică: Свети Ђорђе).
Đurđevdan este sărbătorit de asemenea și de goranii din regiunea Gora din sudul provinciei Kosovo din Serbia. Goranii sunt un grup musulman de slavi care s-au convertit de la ortodoxism la Islam în timpul secolului 18 dar au păstrat câteva tradiții creștine, inclusiv Đurđevdan. 
Đurđevdan (Romani: Ederlezi) este de asemenea o sărbătoare importantă pentru rromii din fosta Yugoslavie, ortodocși sau musulmani. Această sărbătoare în cinstea întoarcerii primăverii este considerată ca fiind una din cele mai importante. Printre tradițiile đurđevdan la rromi se numără decorarea casei cu flori și ramuri înmugurite ca un bun venit adresat primăverii, îmbăiatul cu flori și spălatul mâinilor cu apă din fântânile bisericilor. De asemenea, și zidurile casei pot fi spălate cu această apă. În ziua sărbătorii se obișnuiește să se pregătească un miel pentru cina festivă.
Ðurđevdan este și numele unui cântec popular cântat de formația Bijelo dugme. Cântecul își are originea pe albumul lor Ćiribiribela din anul 1988.